# 더 뉴 세인츠 FC
더 뉴 세인츠 축구 클럽(The New Saints, TNS)는 웨일스의 랜샌트프레이드임메체인(Llansantffraid-ym-Mechain)과 잉글랜드의 오즈웨스트리를 대표하는 팀이다.(두 지역은 13km밖에 떨어져 있지 않다.) 이 클럽은 현재 웨일스의 컴리 프리미어에 참여하고 있다.
1959년에 랜샌트프레이드 FC(Llansantffraid FC)로 창단 되었는데 1996년에 웨일스 컵을 우승 하면서 UEFA 컵위너스 컵 대회에 진출하게 되었다. 그 때 지역 컴퓨터 회사 토탈 네트워크 솔루션이 후원사로 나서게 되면서 클럽명이 토탈 네트워크 솔루션 랜샌트프레이드 FC(Total Network Solutions Llansantffraid FC)가 되었고 1997년엔 토탈 네트워크 솔루션 FC(Total Network Solutions FC)로 바뀌었는데 이는 영국에서 후원사의 명칭이 클럽 명칭에 도입된 최초이자 유일한 사례이다.
2003년 여름엔 자금 사정이 좋지 않았던 인근의 오즈웨스트리 타운 FC를 병합했다. 오즈웨스트리 타운은 1860년에 창단된 오래된 클럽였으나 2003년 8월 14일에 웨일스 축구 협회의 비준을 받아 정식으로 통합 되었다.
2006년 초에 클럽의 스폰서였던 토탈 네트워크 솔루션이 브리티시 텔레콤에 인수 되면서 후원이 2005-06시즌을 끝으로 종료되자 새로운 클럽명이 필요했다. 그리하여 정해진 명칭이 토탈 네트워크 솔루션과 같은 이니셜을 가진 더 뉴 세인츠 FC가 되었다.

## 역대 성적
- 웨일스 프리미어리그

우승 (17) : 1999/00, 2004/05, 2005/06, 2006/07 ,2009/10, 2011/12, 2012/2013, 2014/15, 2015/16, 2016/17,2017/18, 2018/19, 2021-22, 2022-23, 2023-24, 2024-25
준우승 (4) : 2001/02, 2002/03, 2003/04, 2007/08
- 웨일스 컵

우승 (3) : 1995/96, 2004/05
준우승 (2) : 2000/01, 2003/04

## 선수 명단

### 현역
- 데클란 맥마너스(2021 ~ )
- 브래드 영(2023 ~ )
- 조쉬 패스크(2022 ~ )
- 아드리안 시에슬레비츠(2014 ~ )

## 같이 보기
- 슈롭셔주